# Куплеваський Микола Йосипович
Куплеваський Микола Йосипович (05.01.1848 (24.12.1847) — після 1918) — правознавець, громадський діяч. Доктор державного права (1888), заслужений професор (1902). 

## Біографія
Народився в м. Оріхів у родині штатного доглядача повітового училища. Згодом жив у Києві та Харкові. 1872 закінчив юридичний факультет Харківського університету (нині Харківський національний університет) і став (з наступного року) професорським стипендіатом на кафедрі державного права. 1875 упродовж півроку поглиблював знання в Київському університеті. Повернувшись до Харкова, 1877 захистив дисертацію pro venia legendi (на право викладання) на тему: «Состояние сельской общины в XVI веке на дворцовых землях и землях духовных и светских владельцев», отримав звання приват-доцента і почав читати лекції з держ. права. Через два роки захистив магістерську дис. з проблем адм. юстиції у Франції і був обраний штатним доцентом. 1880–82 перебував у наук. відрядженні у Франції та Німеччині. Після захисту 1888 докторської дис. на тему: «Державна служба в теорії і діючому праві Англії, Франції, Німеччини та Цислейтанської Австрії» був затверджений у званні екстраординарного, а згодом — ординарного (1890) і заслуженого (1902) професора кафедри держ. права Харків. ун-ту. Ініціатор створення і перший голова Харків. юрид. т-ва (з 1901). 1901–05 — ректор Харків. ун-ту. Від 1907 — у Санкт-Петербурзі: проф. держ. права Імператорського уч-ща правознавства, чл. ученого к-ту Мін-ва нар. освіти. Восени 1917 повернувся в Україну, поселився в с-щі Южное (нині м. Південне) під Харковом. В останні місяці гетьманату П.Скоропадського брав участь у роботі комісії, що розробляла положення про вибори до Державного сойму Української Держави. Подальша доля невідома.
Як правознавець К. критично оцінював тогочасну Рос. д-ву; одним з перших у вітчизн. юриспруденції виступив за перетворення її в конституційну і правову державу; ставив питання про: розвиток прав особистості, демократ. принципів і процедур, утвердження громадян. рівноправ'я; участь сусп-ва в держ. діяльності, забезпечення законності управління, поділу держ. влади, незалежності правосуддя, запровадження відповідальності посадових осіб і адм. юстиції тощо. У політ. діяльності К. був поміркованішим, ніж у наук. працях. Він належав до партії октябристів, був одним з засн. Всерос. нац. союзу (орг-ції націоналістичної, але не чорносотенної).
Сучасники знали К. також як музиканта і композитора. Він захоплювався теорією та історією музики, опублікував кілька збірок муз. творів, серед яких п'єси для фортепіано, пісні для духовного хору тощо. Його церк. музика виконувалася в багатьох храмах Росії. К. був головою Харків. хорового т-ва, а згодом — головою муз. комісії Петерб. просвітницького т-ва «Маяк», одним з провідних діячів Рос. муз. товариства.